# Philoscia sacchari
Philoscia sacchari là một loài chân đều trong họ Philosciidae. Loài này được David miêu tả khoa học năm 1967.